# Cratere Graff (Marte)
Graff è un cratere sulla superficie di Marte.
Il cratere è dedicato all'astronomo tedesco Kasimir Graff.